# Römisches Westtor (Köln)

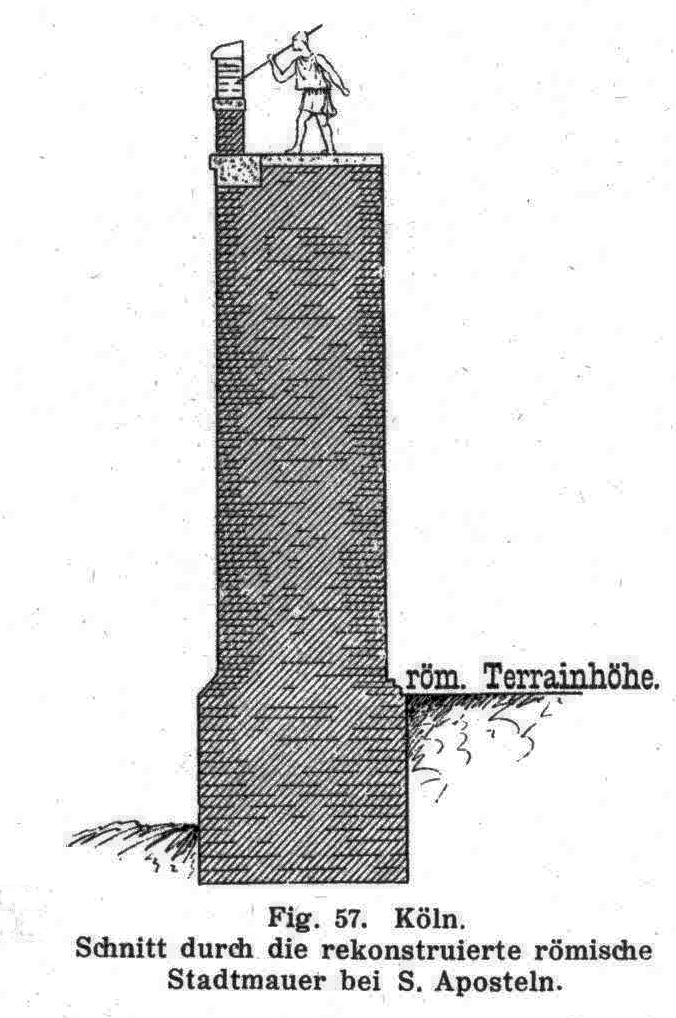
Querschnitt eines rekonstruierten Teiles der Römermauer bei St. Aposteln

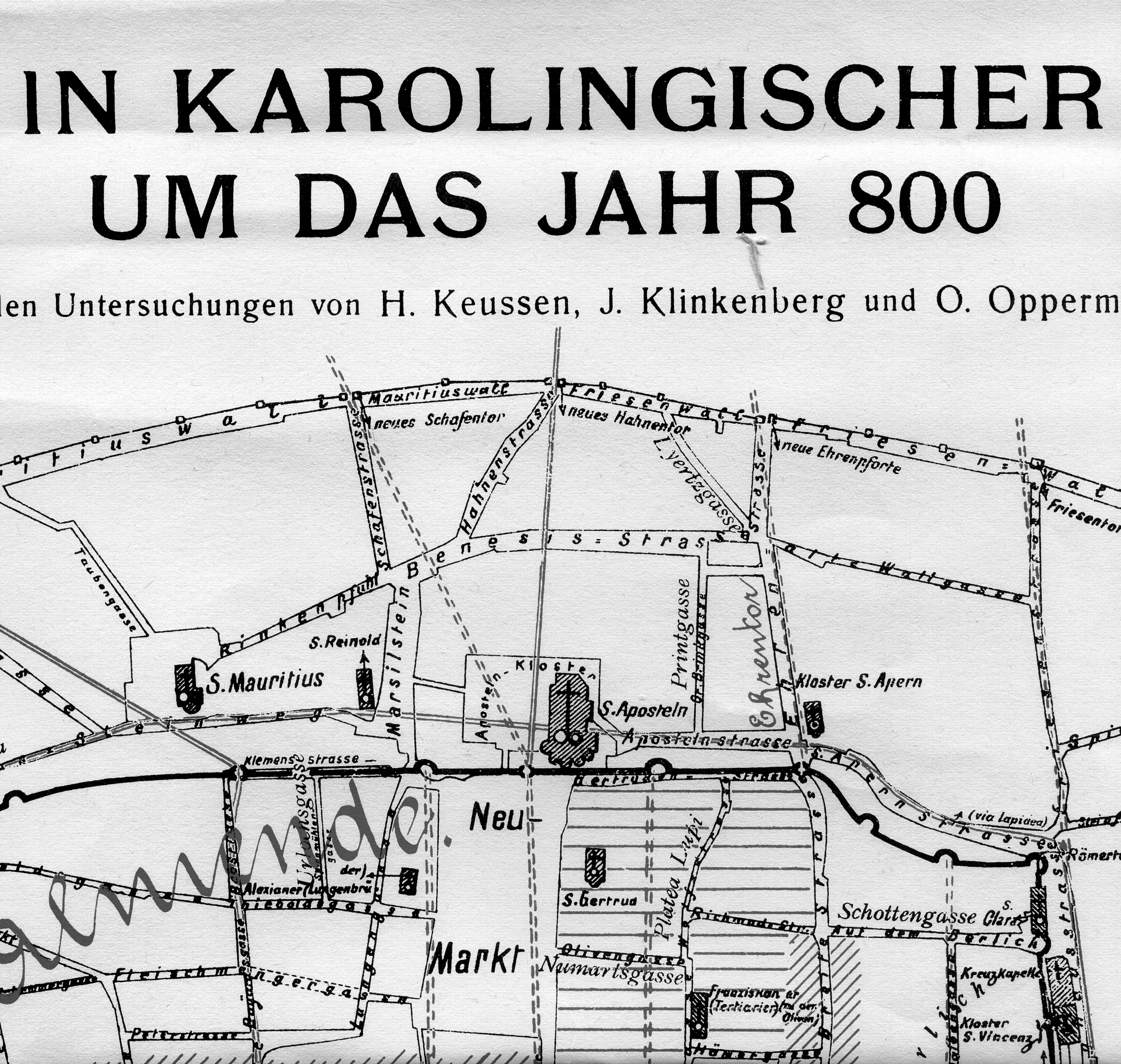
Weststadt zur Karolingerzeit

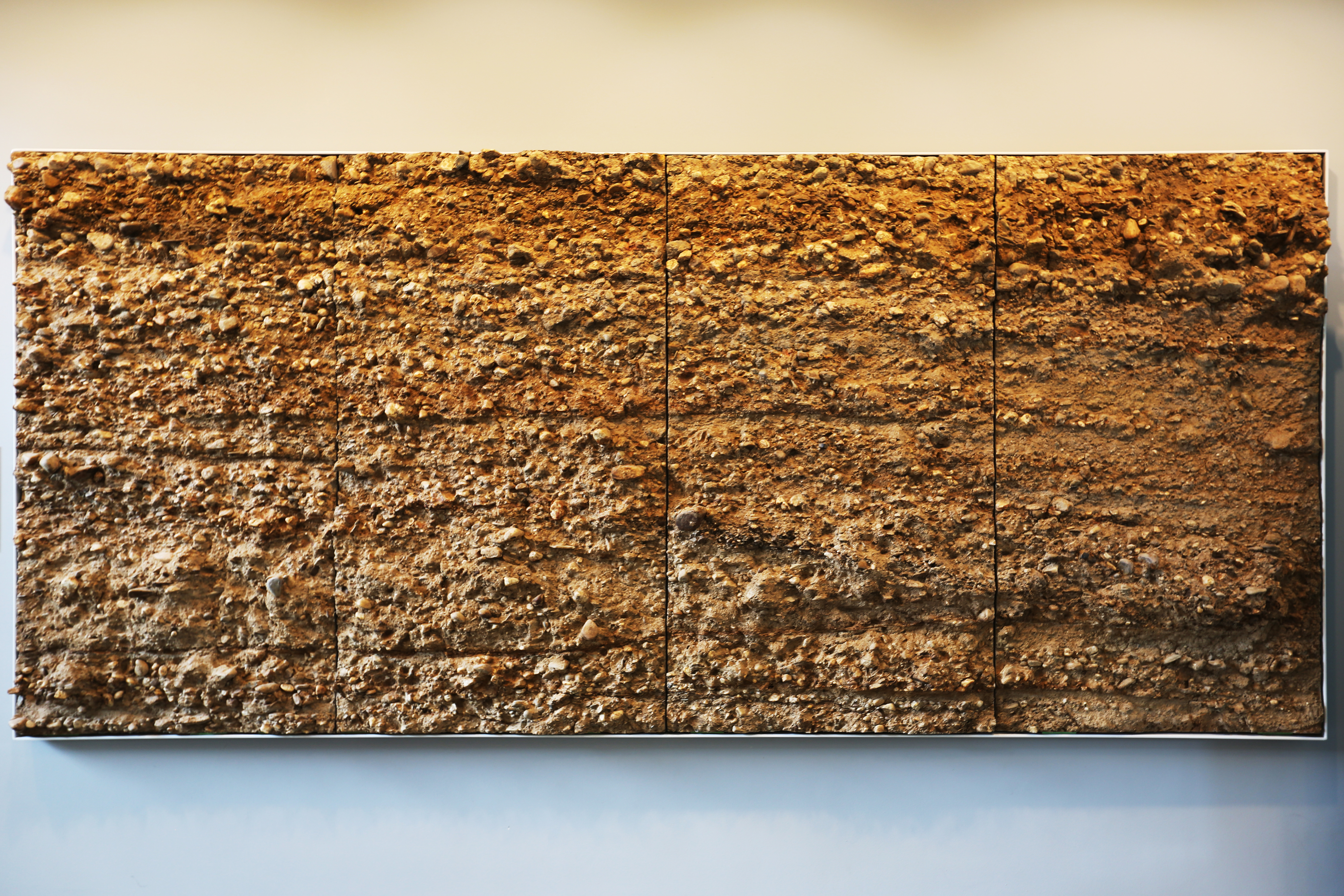
Reste der „Via publica“ (1. Jh.) FO. Köln, Apostelnkloster 13–15

Das Westtor der Colonia Claudia Ara Agrippinensium in der römischen Stadtbefestigung lag zwischen dem Südwest-Tor und dem nördlichsten Tor der Westummauerung, dem römischen Ehrentor am westlichen Ende der heutigen Breiten Straße. Im 11. Jahrhundert versperrte der Neubau von St. Aposteln das vor ihm liegende Römertor, sodass man die bisherige Straßenführung ändern musste und in einiger Entfernung von der Kirche, vor und hinter ihr neue Durchbrüche in der Römermauer schuf.

## Geschichte
Die heute als Via Belgica bezeichnete römische Staatsstraße „via publica“, die von Köln nach Boulogne-sur-Mer führte, war die Fortsetzung einer Straßenführung, die die Colonia schnurgerade durchzog. Seit dem Anfang des 4. Jahrhunderts erreichte die Trasse über die Römerbrücke auch die rechtsrheinische Befestigung der Römerstadt, das Kastell „Divitia“. Die Entstehung des „Westtores“, wie auch die der Straße, wird in die älteste Zeit der römischen Herrschaft am Rhein datiert. Die Bedeutung von Tor und Straße war für Militär und Handel gleichermaßen groß, und das Tor hatte in der Decumanus maximus Ost-West-Achse wohl den gleichen Rang. wie sie ein Stadtausgang des Cardo maximus als Nord-Süd-Achse einnahm.

### Reste römischer Zeit
Das Tor dieser Straße wurde wahrscheinlich noch im 10. bis 11. Jahrhundert genutzt und verschwand dann jedoch spurlos. Lediglich Reste der innerstädtischen römischen Zufahrtsstraße, aber auch Reste von Straßenabschnitten aus antiker Zeit, die unmittelbar hinter dem Tor (Apostelnkloster) lagen, wurden freigelegt. In der nachrömischen Zeit nahm die Bedeutung der Landstraßen für den Handel ab, man bevorzugte dann den Handel auf der Wasserstraße, dem Rhein. Dem zufolge konzentrierte sich auch die Besiedlung der Stadt auf die Rheinvorstadt, sodass der Westrand, vormals Teil der fränkischen Allmende, vorerst fast unbevölkert blieb.
Bereits im letzten Viertel des 19. Jahrhunderts wurden auf dem Gelände Apostelnkloster 13 bis 15 Teile der nach Westen führenden Heerstraße in einem sehr guten Erhaltungszustand freigelegt, die eine Breite von 6,50 m erreichte. Die Schichten ihres Materials waren nicht willkürlich zusammengestellt und bestanden im Unterbau aus einer Trachytpacklage sowie im Oberbau aus einer Mischung von Kies und – da ihnen die Nützlichkeit von Zement nicht unbekannt war – einer Ziegelbetonschicht.
Eine erneute Freilegung der alten Grabungsstelle geschah zwangsläufig bei Umbauten im Jahr 2009, als man das Archiv der heute am Apostelnkloster residierenden Fritz Thyssen Stiftung erweiterte. Eine Leihgabe des Römisch-Germanischen Museums der Stadt Köln zeigt den Besuchern des Hauses einen Querschnitt durch den Damm der großen römischen Staatsstraße „via publica“, der aus dem Material der an dieser Stelle vorgefundenen Straßenreste besteht und auf einer Schautafel präsentiert wird. Die Kiesschichten der Rekonstruktion zeigen Erneuerungen des Straßenbelages im 1. bis 3. Jahrhundert n. Chr. an.

### Letzte Erwähnung des Tores
In einer Textpassage der ottonischen „Vita Brunonis“ erwähnt Ruotger (Verfasser der Lebensgeschichte des Heiligen Bruno von Köln) erstmals eine kleine und bescheidene, den hl. Aposteln geweihte Kölner Kirche (damals wohl eine der kleinen Saalkirchen mit wenig Grundfläche), als er über den Leichenzug des 965 in Reims verstorbenen Erzbischofs Brun nach Köln berichtete.
Der im Rheinland angelangte Leichenzug kam später über die mittelalterliche, von Mercator als „Antorffer Straße“ (Antwerpen) bezeichnete alte Römerstraße (heutige Aachener Straße) bis in die damalige Kölner Vorstadt. Dort, an einem Tor und an der von Ruotger erwähnten Kirche, wurde eine Rast eingelegt und der Leichnam in dem kleinen Gotteshaus aufgebahrt. Dann wurde, nach einigen Vorbereitungen am Bestattungsort und Ziel der Reise, in die nahe gelegenen Stiftskirche St. Pantaleon eingezogen, um dort den Leichnam feierlich zu bestatten. Aus diesem Geschehen schloss man, dass das dortige Westtor der Römerstadt noch im 10. Jahrhundert genutzt wurde.
Damit enden abrupt alle Spuren des römischen Westtores. Die Forschung nimmt an, dass in der Gründung des Apostelnstiftes und dem Bau der mächtigen Stiftskirche St. Aposteln um 1020/30 die Gründe für das Verschwinden des antiken Tores zu sehen sind. Die Anlage eines Kirchhofs, der Bau von Klaustralbauten und das Vereinnahmen oder Erwerben eines Geländes als neugeschaffenen Immunitätsbezirk veränderten die ganze Topographie des Viertels.